# The Complete Short Stories 1998–2010
The Complete Short Stories 1998-2010 ist ein Musikalbum von Howard Riley. Die zwischen 1998 und 2010 entstandenen Aufnahmen erschienen am 1. Februar 2011 auf NoBusiness Records.

## Hintergrund
Die Musik Howard Rileys aus dem Zeitraum von 1998 bis 2010 auf sechs CDs sind „ausführliche Essays über die Kunst des Soloklaviers“ und enthalten 74 Titel, deren Länge von etwas mehr als eineinhalb Minuten bis fast siebeneinhalb Minuten reicht, sowie fünf längere Meditationen aus dem Jahr 2010. Bis auf das Material auf CD 5 und 6 erschien die Aufnahmen auf den beiden Doppelalben Short Stories (ESP 1999) und Short Stories (Volume Two) (Slam, 2006). Mit der Edition Constant Change 1976–2016 legte das Label NoBusiness 2016 weiteres bislang unveröffentlichtes Material des Pianisten vor.

## Titelliste
- Howard Riley: The Complete Short Stories 1998-2010 (NoBusiness Records NBCD 21-26)[1]

CD 1
1. The Opener	3:08
2. Eleven	2:31
3. Liason	4:25
4. Encore	7:25
5. Echoes	2:59
6. No Void	3:03
7. Stretch	2:56
8. Mythology	6:48
9. Branching	2:12
10. Hullabaloo	3:47
11. New Winter	2:18
12. Largo	2:42
13. Played In	2:25
14. Veracity	1:50
15. Only One	2:59
16. Headway	1:39

CD 2
1. Short Stories	3:21
2. Dedication	5:12
3. Sun One	3:50
4. One More Time	2:53
5. Axis	3:19
6. The Furthest Point	3:47
7. After Which	4:49
8. Air Time	2:14
9. Alternatives	2:10
10. Regeneration	4:21
11. For Jaki	3:51
12. To Be Sure	2:40
13. Sun Two	3:05
14. Sincerity	3:45
15. Of Now	3:22

CD 3
1. Geocentric One	3:43
2. Up And Downs	2:50
3. With Ease	3:14
4. The Gap	3:17
5. Think Again	3:24
6. Geocentric Two	3:26
7. Palmate	3:32
8. Walkabout	2:34
9. Reconciliation	3:33
10. Branch Lines	3:24
11. Head Games	2:35
12. Splits	2:32
13. Concision	3:48
14. Shenanigans	3:10
15. Maybe	5:40

CD 4
1. Another Time	3:36
2. No Regrets	3:12
3. Ascending	2:10
4. Still Standing	3:20
5. Threesome	2:27
6. Of the Moment	4:30
7. Reflective Tendencies	4:42
8. Inevitably	3:19
9. Sentiments	3:27
10. Open Question	4:29
11. Hidden Knowledge	4:52
12. Meeting	2:21
13. Hear Me Out	6:11
14. Passing	3:00
15. Roots	6:04

CD 5
1. Autograph	5:02
2. Distance	3:09
3. Silhouette	4:10
4. Only One	3:10
5. The Fourteenth	4:10
6. There You Are	3:54
7. Evidently	2:44
8. Related	4:34
9. Moving	3:47
10. Equanimity	3:47
11. Stopped	2:52
12. Reversal	5:59
13. Thinking of Midnight	4:42

CD 6
1. Dark On Light	11:04
2. Set Aside	10:00
3. Longevitine	11:19
4. Move On	9:22
5. Composure	11:08

Die Kompositionen stammen von Howard Riley. Die Stücke auf CD 1 wurden am 23. Juli 1998, auf CD 2 am 11. April 1999, auf CD 3 am 29. Juni 2004, auf CD 4 am 2. August 2006, auf CD 5 am 27. Juni 2008 und die auf CD 6 am 22. April 2010 aufgenommen.

## Rezeption
Nach Ansicht von John Sharpe, der das Album in All About Jazz rezensierte, würde Riley in dem freizügigen Format schwelgen: Er habe bereits [bis dato] mindestens elf Solo-Alben auf seinem Konto, aber diese Sammlung sei mehr als gerechtfertigt und verdiene es, Riley in die oberen Ränge des Klavier-Pantheons zu erheben. Bei der Menge von 74 Stücken sei es sinnlos, einzelne Highlights herauszupicken, so Sharpe. Jeder Durchgang würde unterschiedliche Freuden bringen. Stücke, die bei einem Hören hervorstechen, würden beim nächsten Mal, je nach Stimmung, von anderen überschattet. Die Kürze der Stücke komme ihnen jedenfalls zugute. Als Destillate von Ideen, reduziert auf das Wesentliche, frei von Füllmaterial, förderten sie die Konzentration und ließen den Genuss in mundgerechten Häppchen aufblühen. In Verbindung mit dem unfehlbaren künstlerischen Niveau mache es diese Sammlung zu einem der Fundstücke des Jahres.